# Psydrax
Psydrax är ett släkte av måreväxter. Psydrax ingår i familjen måreväxter.

## Dottertaxa tillPsydrax, i alfabetisk ordning[1]
- Psydrax acutiflora
- Psydrax ammophila
- Psydrax amplifolia
- Psydrax ankotekonensis
- Psydrax arnoldiana
- Psydrax attenuata
- Psydrax austro-orientalis
- Psydrax banksii
- Psydrax bathieana
- Psydrax bridsoniana
- Psydrax calcicola
- Psydrax cymigera
- Psydrax dicoccos
- Psydrax dunlapii
- Psydrax esirensis
- Psydrax fasciculata
- Psydrax faulknerae
- Psydrax ficiformis
- Psydrax forsteri
- Psydrax fragrantissima
- Psydrax gilletii
- Psydrax graciliflora
- Psydrax grandifolia
- Psydrax graniticola
- Psydrax horizontalis
- Psydrax johnsonii
- Psydrax kaessneri
- Psydrax kibuwae
- Psydrax kingii
- Psydrax kraussioides
- Psydrax lamprophylla
- Psydrax latifolia
- Psydrax laxiflorens
- Psydrax lepida
- Psydrax livida
- Psydrax locuples
- Psydrax longipes
- Psydrax longistyla
- Psydrax lynesii
- Psydrax maingayi
- Psydrax manambyana
- Psydrax manensis
- Psydrax martini
- Psydrax micans
- Psydrax moandensis
- Psydrax moggii
- Psydrax montana
- Psydrax montigena
- Psydrax mutimushii
- Psydrax nitida
- Psydrax obovata
- Psydrax occidentalis
- Psydrax odorata
- Psydrax oleifolia
- Psydrax pallida
- Psydrax palma
- Psydrax paludosa
- Psydrax paradoxa
- Psydrax parviflora
- Psydrax pendulina
- Psydrax pergracilis
- Psydrax polhillii
- Psydrax recurvifolia
- Psydrax reticulata
- Psydrax richardsiae
- Psydrax rigidula
- Psydrax robertsoniae
- Psydrax saligna
- Psydrax sambiranensis
- Psydrax schimperiana
- Psydrax sepikensis
- Psydrax shuguriensis
- Psydrax splendens
- Psydrax suaveolens
- Psydrax subcordata
- Psydrax suborbicularis
- Psydrax tropica
- Psydrax umbellata
- Psydrax whitei
- Psydrax virgata